# Heinrich Fisch
Heinrich Fisch (* 8. Mai 1925 in Lahnstein-Oberlahnstein; † 24. April 2008 in Bonn) war ein deutscher Pädagoge und Sozialwissenschaftler.

## Leben
Fisch diente als Soldat im Zweiten Weltkrieg. Nach der Kriegsgefangenschaft studierte er Ökonomie und Pädagogik sowie Wirtschafts- und Sozialgeschichte an der Universität Freiburg, der Rheinischen Friedrich-Wilhelms-Universität Bonn und der Johann Wolfgang Goethe-Universität Frankfurt am Main (Diplom 1953). Er wurde 1957 an der Wirtschafts- und Sozialwissenschaftlichen Fakultät der Universität Frankfurt mit der Dissertation Adam Ferguson und seine Gedanken zur Gesellschaft und Wirtschaft zum Dr. rer. pol. promoviert. 1970 wurde er Studiendirektor an einem Gymnasium in Bonn. Ab 1973 gab er das Fischer Kolleg: Sozialwissenschaften heraus. 1983 wurde er Honorarprofessor für Politische Wissenschaften mit Schwerpunkt Sozialpolitik am Seminar für Politische Wissenschaft an der Universität Bonn.

## Schriften (Auswahl)
- Gerechte Einkommensverteilung (= Arbeitsmaterialien für den politischen Unterricht für die Sekundarstufe I). Oldenbourg, München 1976, ISBN 3-486-14031-0.
- mit Hans-Helmuth Knütter, Christoph Rothkegel: Sozialwissenschaften. Ein Lese- und Arbeitsbuch für die Sekundarstufe II (= Arbeitsmaterialien für den politischen und sozialwissenschaftlichen Unterricht für die Sekundarstufe II). Band 1, Oldenbourg, München 1980, ISBN 3-486-14221-6 / Band 2, Oldenbourg, München 1985, ISBN 3-486-14951-2.
- mit Hans-Helmuth Knütter: Freiheit? Aber sicher! Wege zur wehrhaften Demokratie (= Texte zur inneren Sicherheit). Bundesminister des Innern, Bonn 1985.
- Ist der Sozialstaat noch zu retten? Wenn Markt, Staat und Ethik versagen. Eine kritische Analyse gesellschaftlicher Steuerungssysteme. Herder, Freiburg im Breisgau [u. a.] 1996, ISBN 3-451-26087-5.
- Gratwanderung. Vier Jahre Kriegsdienst – fünf Jahre Gefangenschaft. Spurensuche nach einem halben Jahrhundert. Bernardus Verlag, Langenwaden [u. a.] 2002, ISBN 3-934551-65-3.